# Lavinium

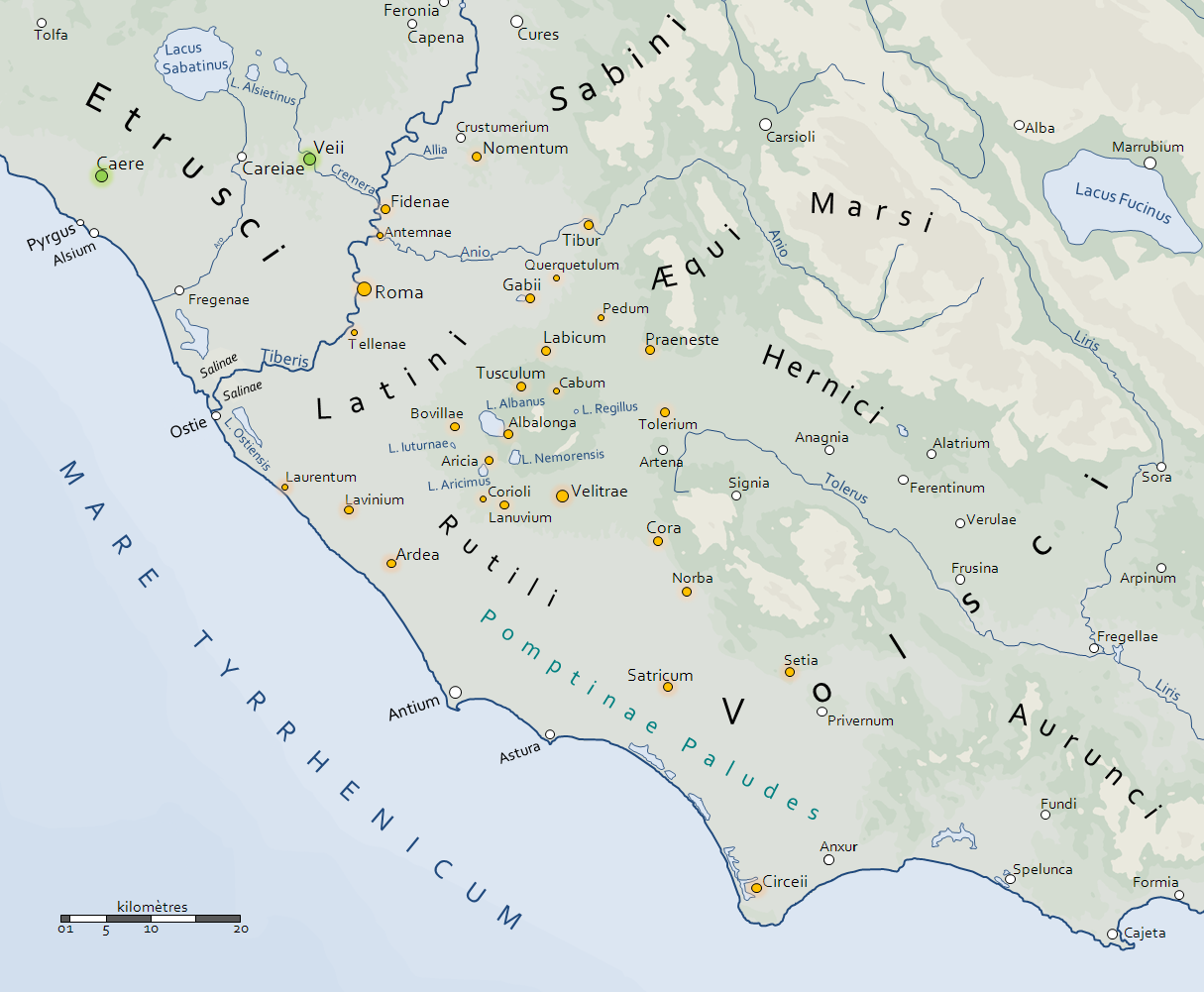
Lavinium sur la carte du Latium vetus (au sud de Rome, près de la côte).

Lavinium est une ville antique du Latium, en Italie centrale, à l'emplacement actuel du hameau de Pratica di Mare, sur le territoire de la commune de Pomezia, dans la province de Rome.

## La tradition historique
Selon la tradition romaine, Lavinium aurait été fondée par Énée en l'honneur de Lavinia, fille de Latinus roi des Latins et de son épouse Amata.
Toujours selon la tradition, le roi Titus Tatius qui partageait le pouvoir avec Romulus fut assassiné à Lavinium par des mécontents, pour un différend d’arbitrage sur un vol de bétail.
Lavinium fit partie de la Ligue latine au Ve siècle av. J.-C. et fut un centre religieux important des Latins.

## Site archéologique
Les découvertes archéologiques faites à Lavinium sont importantes :
- Découverte en 1974 d’une nécropole du Xe siècle av. J.-C. combinant des tombes à incinération et des tombes à inhumation.
- Juste à l'extérieur de la ville, quatorze autels monumentaux[2], un tombeau sacré que les archéologues nommèrent l’« hérôon d’Énée »[3] ; à quelques kilomètres, une inscription votive sur un cippe[4], lue par les uns Lare Aineia[5] et par d'autres très différemment, dont Lare Vesuia[6], dans un contexte de vive controverse[7] ; une autre dédicace à Castor et Pollux.
- Une série de statues et statuettes de Minerve en terre cuite, de style orientalisant datées du VIe - Ve siècle av. J.-C.